# Medon brunneus
Medon brunneus – gatunek chrząszcza z rodziny kusakowatych i podrodziny żarlinków.
Gatunek ten został opisany w 1839 roku przez Ernsta Gustava Erichsona jako Lithocharis brunneus.
Chrząszcz o ciele długości od 4 do 5 mm, ubarwiony rdzawobrunatno z ciemnobrunatną głową, głównie brunatnym odwłokiem oraz żółtordzawymi: czułkami, aparatem gębowym i odnóżami. Występuje też forma o głowie i przedpleczu zaczernionych. Wierzch głowy i przedplecza są gęsto pokryte dużymi, pępkowatymi punktami. Na głowie brak gładkiej linii środkowej. Warga górna ma przednią krawędź z dwoma małymi ząbkami i niegłębokim wgłębieniem między nimi. Powierzchnia pokryw ma większe niż u M. fusculus, ziarenkowate, niezbyt gęsto rozmieszczone wzgórki. Długość pokryw jest o 1/5 większa niż przedplecza. Odnóża tylnej pary mają stopy znacznie krótsze niż golenie. Punktowanie odwłoka jest gęste i delikatne. Odwłok samca ma piąty sternit o tylnym brzegu po bokach bardzo płytko, łukowato wciętym, zaś szósty sternit z tylną krawędzią wciętą głęboko i zatokowato.
Owad znany z Hiszpanii, Wielkiej Brytanii, Francji, Belgii, Holandii, Niemiec, Danii, Szwecji, Szwajcarii, Austrii, Włoch, Polski, Czech, Słowacji, Węgier, Ukrainy, Słowenii, Chorwacji, Bośni i Hercegowiny, Serbii, Czarnogóry, Rumunii, Bułgarii, Macedonii, Grecji, Rosji i Bliskiego Wschodu. Zasiedla głównie buczyny. Bytuje w ściółce, mchach, murszejących pniach i pniakach, norach myszy i kretów, pod kamieniami, słomą i odchodami.